# Borniochrysa winkleri
Borniochrysa winkleri is een insect uit de familie van de gaasvliegen (Chrysopidae), die tot de orde netvleugeligen (Neuroptera) behoort. 
Borniochrysa winkleri is voor het eerst wetenschappelijk beschreven door Navás in 1928.